# Arroyo de la Albuera
Arroyo de la Albuera är ett vattendrag i Spanien. Det ligger i provinsen Provincia de Badajoz och regionen Extremadura, i den sydvästra delen av landet, 280 km sydväst om huvudstaden Madrid.